# تمارة ويلكوكس
تمارة ويلكوكس (بالإنجليزية: Tamara Wilcox)‏ هي مصممة أزياء تقليدية وممثلة أمريكية، ولدت في 4 مارس 1940، وتوفيت في 30 يناير 1998 في لوس أنجلوس في الولايات المتحدة.

## وصلات خارجية
- تمارة ويلكوكس على موقع IMDb (الإنجليزية)
- تمارة ويلكوكس على موقع قاعدة بيانات الفيلم (الإنجليزية)